# غازي آباد
غازي آباد (بالهندية: ग़ाज़ियाबाद، بالأردية: غازي آباد)، هي مدينة هندية تقع ولاية أوتار براديش. تقع في السهول العليا لنهر الجانج، وتقع على بعد 19 كم شرق العاصمة دلهي، و46 كم جنوب غرب مدينة ميروت. المدينة تضم تعد عاصمة منطقة غازي، وبها مقرها. تعد المدينة من المدن الصناعية الكبيرة، إذا ترتبط بشبكة جيدة من الطرق والسكك الحديدية.
تعد غازي آباد المدينة الثانية الأسرع نمواً في العالم، وذلك لما شهدته من ازدهار صناعي منذ فترة قريبة.

## المناخ
يظهر الجدول التالي التغييرات المناخية على مدار السنة لغازي آباد:
| البيانات المناخية لـغازي آباد     | البيانات المناخية لـغازي آباد | البيانات المناخية لـغازي آباد | البيانات المناخية لـغازي آباد | البيانات المناخية لـغازي آباد | البيانات المناخية لـغازي آباد | البيانات المناخية لـغازي آباد | البيانات المناخية لـغازي آباد | البيانات المناخية لـغازي آباد | البيانات المناخية لـغازي آباد | البيانات المناخية لـغازي آباد | البيانات المناخية لـغازي آباد | البيانات المناخية لـغازي آباد | البيانات المناخية لـغازي آباد |
| الشهر                             | يناير                         | فبراير                        | مارس                          | أبريل                         | مايو                          | يونيو                         | يوليو                         | أغسطس                         | سبتمبر                        | أكتوبر                        | نوفمبر                        | ديسمبر                        | المعدل السنوي                 |
| --------------------------------- | ----------------------------- | ----------------------------- | ----------------------------- | ----------------------------- | ----------------------------- | ----------------------------- | ----------------------------- | ----------------------------- | ----------------------------- | ----------------------------- | ----------------------------- | ----------------------------- | ----------------------------- |
| متوسط درجة الحرارة الكبرى °م (°ف) | 21 (70)                       | 23 (73)                       | 29 (84)                       | 38 (100)                      | 40 (104)                      | 38 (100)                      | 34 (93)                       | 33 (91)                       | 34 (93)                       | 33 (91)                       | 28 (82)                       | 23 (73)                       | 31 (88)                       |
| متوسط درجة الحرارة الصغرى °م (°ف) | 7 (45)                        | 10 (50)                       | 15 (59)                       | 21 (70)                       | 26 (79)                       | 28 (82)                       | 27 (81)                       | 26 (79)                       | 24 (75)                       | 19 (66)                       | 13 (55)                       | 8 (46)                        | 19 (66)                       |
| الهطول مم (إنش)                   | 15 (0.6)                      | 18 (0.7)                      | 23 (0.9)                      | 27 (1.1)                      | 31 (1.2)                      | 69 (2.7)                      | 234 (9.2)                     | 245 (9.6)                     | 103 (4.1)                     | 23 (0.9)                      | 8 (0.3)                       | 16 (0.6)                      | 812 (31.9)                    |
| المصدر: Ghaziabad Weather         |                               |                               |                               |                               |                               |                               |                               |                               |                               |                               |                               |                               |                               |

## أعلام
- سانغيتا بيجلاني
- لارا دوتا